# Olympische Sommerspiele 2020/Leichtathletik – Kugelstoßen (Männer)
Der Wettkampf im Kugelstoßen der Männer bei den Olympischen Spielen 2020 in Tokio fand am 3. August 2021 (Qualifikation) und am 5. August 2021 (Finale) im neuerbauten Nationalstadion statt.
Auf den Rängen eins bis drei platzierten sich dieselben Athleten wie bei den Spielen fünf Jahre zuvor. Olympiasieger wurde der US-Amerikaner Ryan Crouser und Silber gewann sein Landsmann Joe Kovacs. Bronze ging an den Neuseeländer Tomas Walsh.

## Aktuelle Titelträger
| Olympiasieger                         | Ryan Crouser ( USA)              | 22,52 m | Rio de Janeiro 2016 |
| Weltmeister                           | Joe Kovacs ( USA)                | 22,91 m | Doha 2019           |
| Europameister                         | Michał Haratyk ( Polen)          | 21,72 m | Berlin 2018         |
| Nord-/Zentralamerika-/Karibik-meister | Darrell Hill ( USA)              | 21,68 m | Toronto 2018        |
| Südamerikameister                     | Darlan Romani ( Brasilien)       | 21,00 m | Lima 2019           |
| Asienmeister                          | Tejinder Pal Singh ( Indien)     | 20,22 m | Doha 2019           |
| Afrikameister                         | Chukwuebuka Enekwechi ( Nigeria) | 21,08 m | Asaba 2018          |
| Ozeanienmeister                       | Jacko Gill ( Neuseeland)         | 20,75   | Townsville 2019     |

## Rekorde

### Bestehende Rekorde
| Weltrekord         | Ryan Crouser ( USA) | 23,37 m | Eugene, USA                         | 19. Juni 2021   |
| Olympischer Rekord | Ryan Crouser ( USA) | 22,52 m | Finale OS Rio de Janeiro, Brasilien | 18. August 2016 |

### Rekordverbesserungen
Der US-amerikanische Olympiasieger Ryan Crouser verbesserte seinen eigenen olympischen Rekord im Finale am 5. August dreimal:
- 22,83 m – erster Versuch
- 22,93 m – zweiter Versuch
- 23,30 m – sechster Versuch

Zu seinem eigenen Weltrekord fehlten ihm nur sieben Zentimeter.

## Legende
Kurze Übersicht zur Bedeutung der Symbolik – so üblicherweise auch in sonstigen Veröffentlichungen verwendet:
| – | verzichtet |
| x | ungültig   |

## Qualifikation
Die Athleten traten zu einer Qualifikationsrunde in zwei Gruppen an. Sechs Teilnehmer (hellblau unterlegt) übertrafen die direkte Finalqualifikationsweite von 21,20 m. Damit war die Mindestanzahl von zwölf Finalteilnehmern nicht erreicht. So wurde das Finalfeld mit sechs weiteren Wettbewerbern (hellgrün unterlegt) aus beiden Gruppen nach den nächstbesten Weiten aufgefüllt. Für die Finalteilnahme waren schließlich 20,90 m zu stoßen.

### Gruppe A

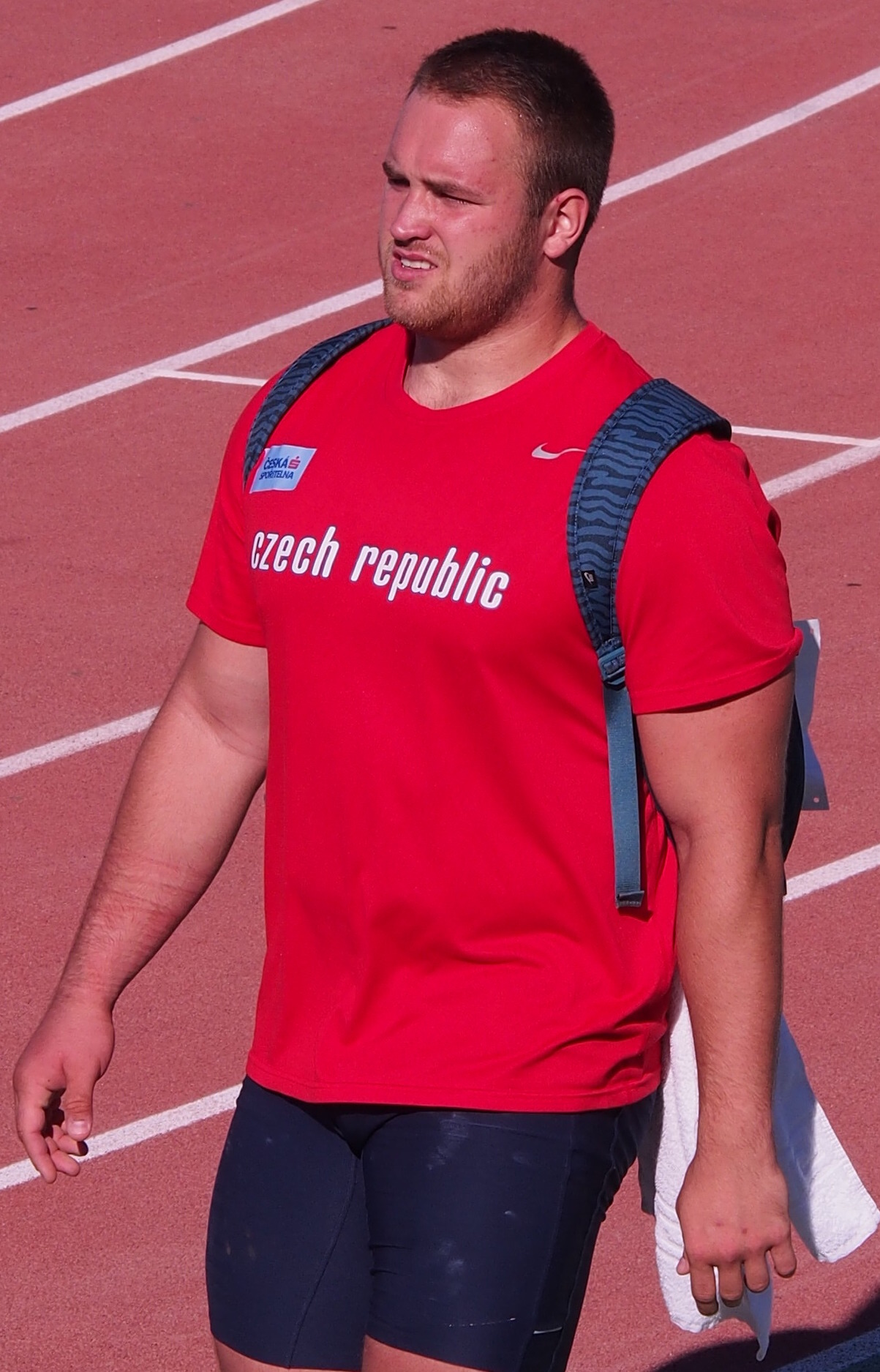
Tomáš Staněk – ausgeschieden mit 20,47 m

3. August 2021, 19:15 Uhr (12:15 Uhr MESZ)
| Platz | Name                | Nation     | 1. Versuch | 2. Versuch | 3. Versuch | Weite (m) | Anmerkung |
| ----- | ------------------- | ---------- | ---------- | ---------- | ---------- | --------- | --------- |
| 1     | Tomas Walsh         | Neuseeland | x          | 20,38      | 21,49      | 21,49     |           |
| 2     | Darlan Romani       | Brasilien  | 21,00      | 21,31      | –          | 21,31     |           |
| 3     | Mostafa Amr Hassan  | Ägypten    | x          | 20,65      | 21,23      | 21,23     | SB        |
| 4     | Armin Sinančević    | Serbien    | 20,50      | 20,96      | x          | 20,96     |           |
| 5     | Joe Kovacs          | USA        | 20,81      | 20,93      | 20,81      | 20,93     |           |
| 6     | Payton Otterdahl    | USA        | 19,56      | 20,28      | 20,90      | 20,90     |           |
| 7     | Francisco Belo      | Portugal   | x          | 20,58      | 20,24      | 20,58     |           |
| 8     | Tomáš Staněk        | Tschechien | 20,23      | 20,47      | 19,78      | 20,47     |           |
| 9     | Jason van Rooyen    | Südafrika  | 18,92      | 20,06      | 20,29      | 20,29     |           |
| 10    | Nick Ponzio         | Italien    | x          | 20,28      | x          | 20,28     |           |
| 11    | Abdelrahman Mahmoud | Bahrain    | 18,95      | 20,14      | 19,93      | 20,14     |           |
| 12    | Konrad Bukowiecki   | Polen      | 20,01      | x          | 19,44      | 20,01     |           |
| 13    | Tejinder Pal Singh  | Indien     | 19,99      | x          | x          | 19,99     |           |
| 14    | Andrei Toader       | Rumänien   | 19,81      | x          | 19,41      | 19,81     |           |
| 15    | Giorgi Mudscharidse | Georgien   | 18,71      | 19,76      | 19,55      | 19,76     |           |
| 16    | Tim Nedow           | Kanada     | x          | 19,27      | 19,42      | 19,42     |           |

Weitere in Qualifikationsgruppe A ausgeschiedene Kugelstoßer:

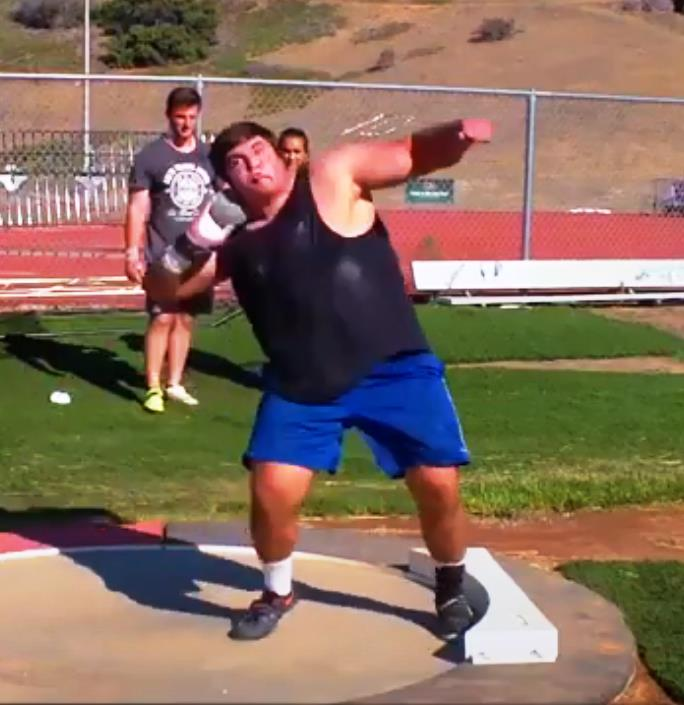
Nick Ponzio – 20,28 m
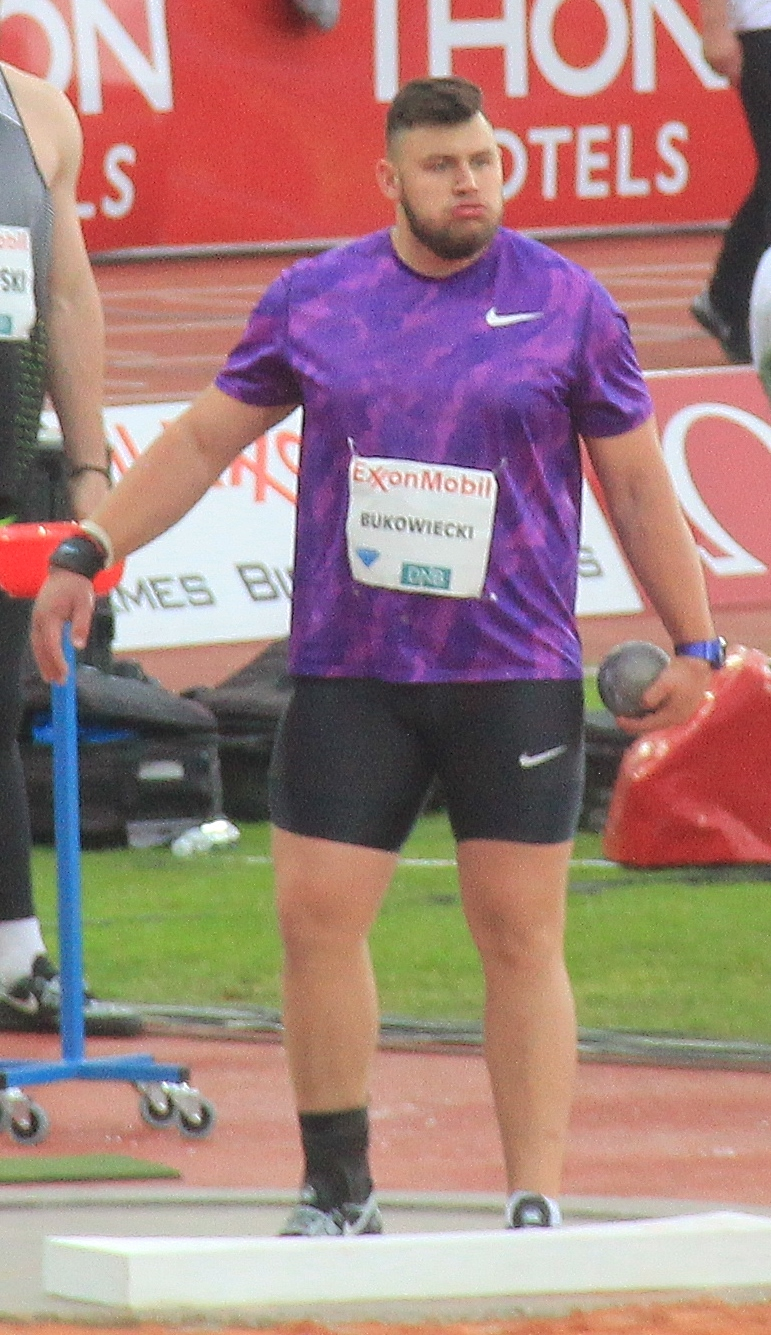
Konrad Bukowiecki – 20,01 m
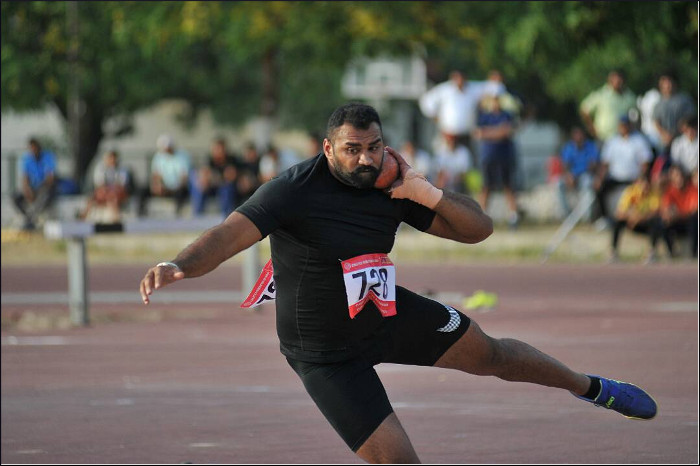
Tejinder Pal Singh – 19,99 m
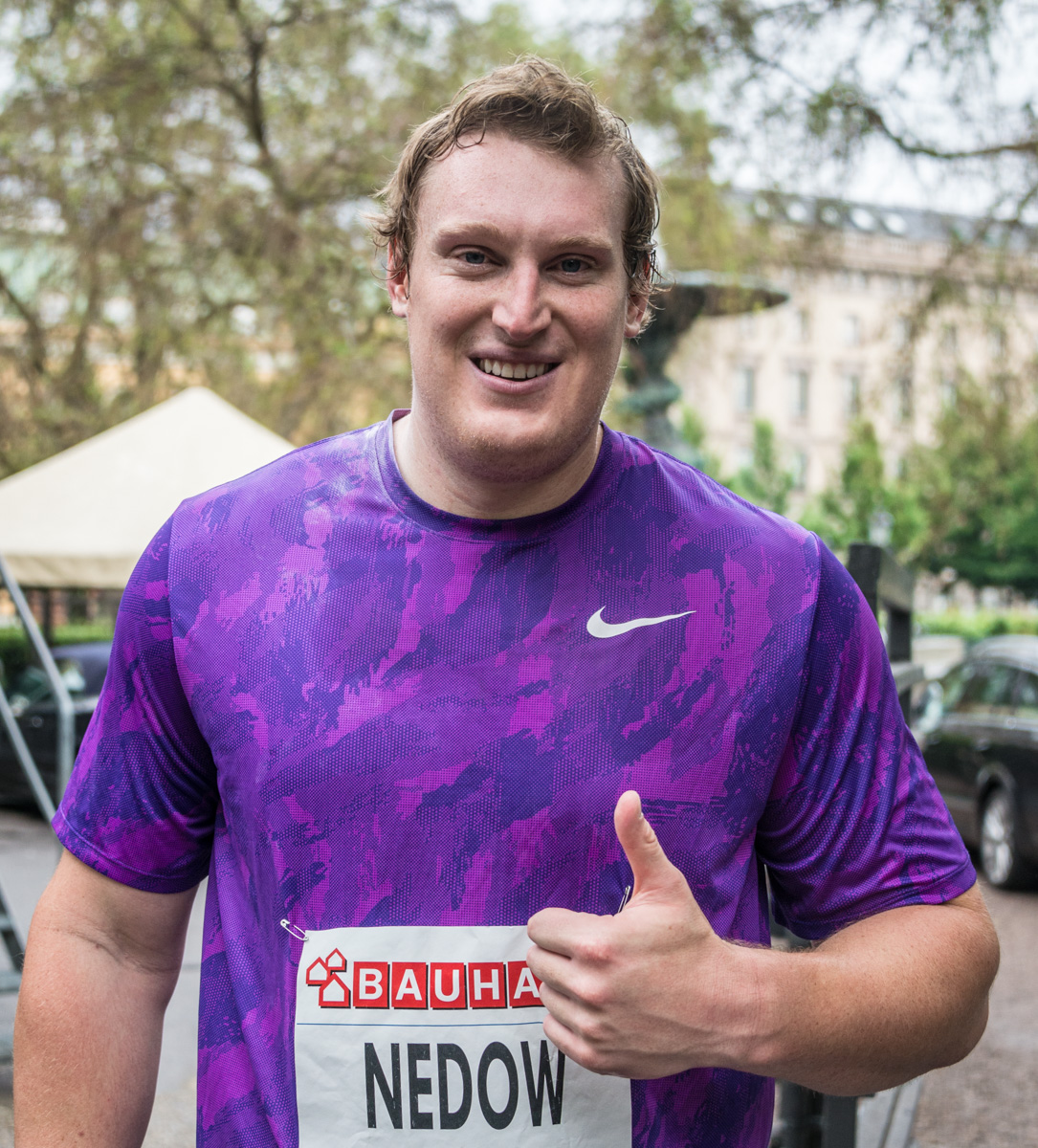
Tim Nedow – 19,42 m

### Gruppe B

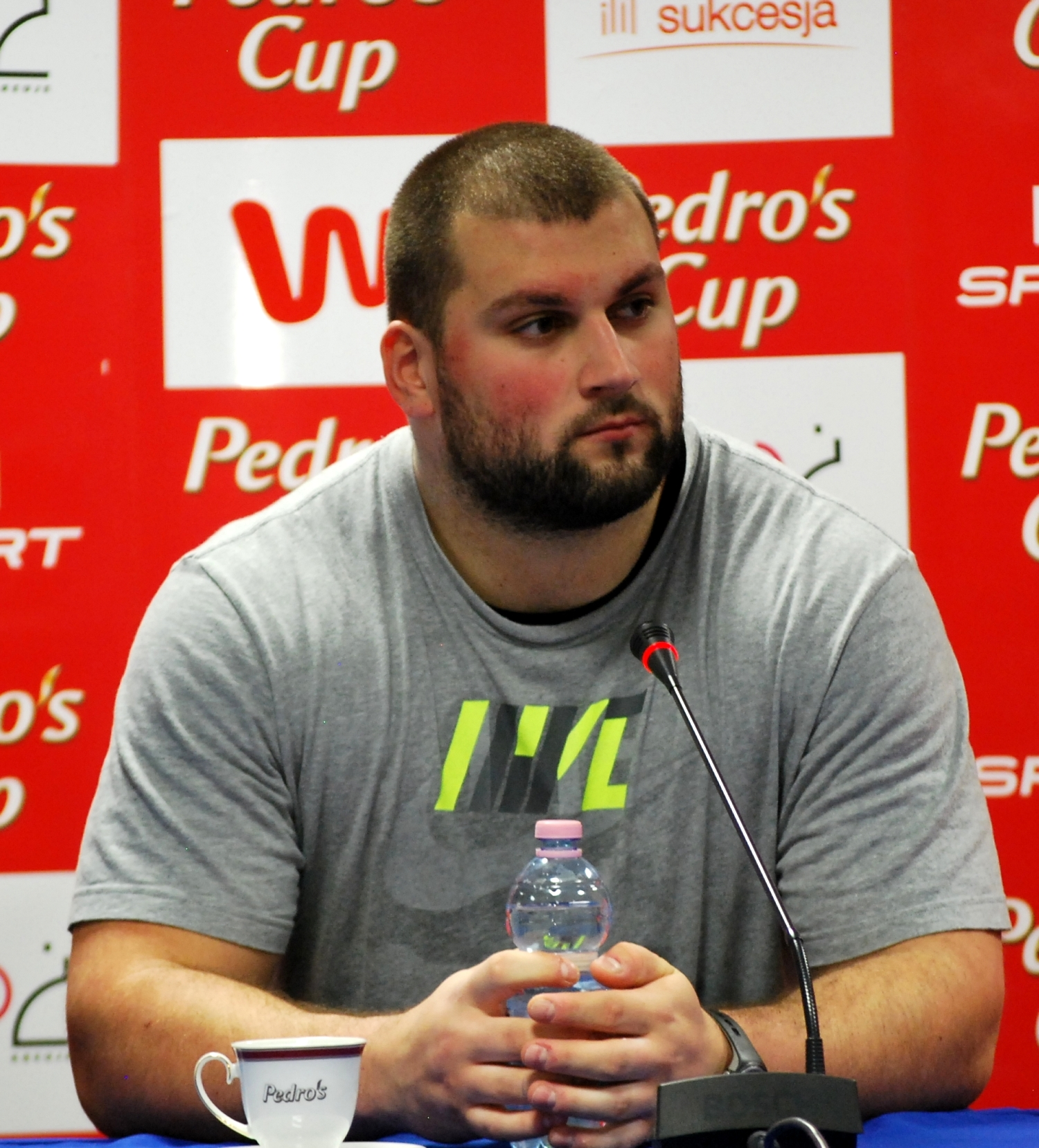
Michał Haratyk – ausgeschieden mit 20,86 m

3. August 2021, 20:40 Uhr (13:40 Uhr MESZ)
| Platz | Name                  | Nation                  | 1. Versuch | 2. Versuch | 3. Versuch | Weite (m) | Anmerkung |
| ----- | --------------------- | ----------------------- | ---------- | ---------- | ---------- | --------- | --------- |
| 1     | Ryan Crouser          | USA                     | 22,05      | –          | –          | 22,05     |           |
| 2     | Mesud Pezer           | Bosnien und Herzegowina | 20,41      | 21,33      | –          | 21,33     |           |
| 3     | Zane Weir             | Italien                 | 20,84      | 21,25      | –          | 21,25     | PB        |
| 4     | Chukwuebuka Enekwechi | Nigeria                 | 20,53      | 21,16      | 20,95      | 21,16     |           |
| 5     | Kyle Blignaut         | Südafrika               | 20,30      | 20,97      | 20,56      | 20,97     |           |
| 6     | Jacko Gill            | Neuseeland              | 20,65      | 20,52      | 20,96      | 20,96     |           |
| 7     | Michał Haratyk        | Polen                   | 20,58      | 20,86      | 20,72      | 20,86     |           |
| 8     | Leonardo Fabbri       | Italien                 | 19,42      | 20,80      | x          | 20,80     |           |
| 9     | Filip Mihaljević      | Kroatien                | x          | 20,09      | 20,67      | 20,67     |           |
| 10    | Scott Lincoln         | Großbritannien          | 20,42      | 19,60      | x          | 20,42     |           |
| 11    | Bob Bertemes          | Luxemburg               | 20,14      | x          | 20,16      | 20,16     |           |
| 12    | Mohamed Magdi Hamza   | Ägypten                 | 19,33      | x          | 19,82      | 19,82     |           |
| 13    | Wictor Petersson      | Schweden                | 19,64      | x          | 19,73      | 19,73     |           |
| 14    | Asmir Kolašinac       | Serbien                 | x          | 19,68      | x          | 19,68     |           |
| 15    | Ihor Mussijenko       | Ukraine                 | 19,07      | 19,42      | 19,56      | 19,56     |           |

Weitere in Qualifikationsgruppe B ausgeschiedene Kugelstoßer:

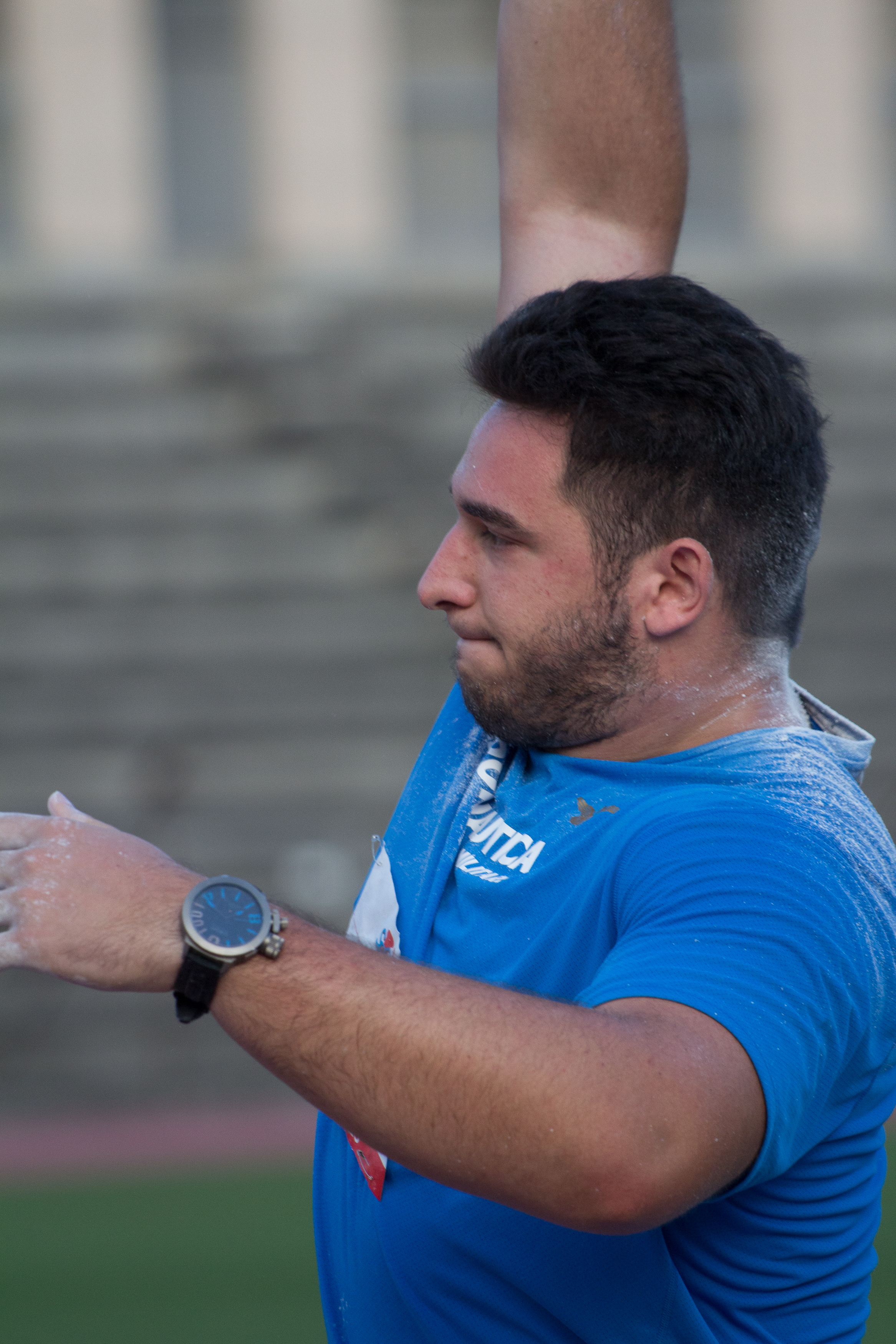
Leonardo Fabbri – 20,80 m
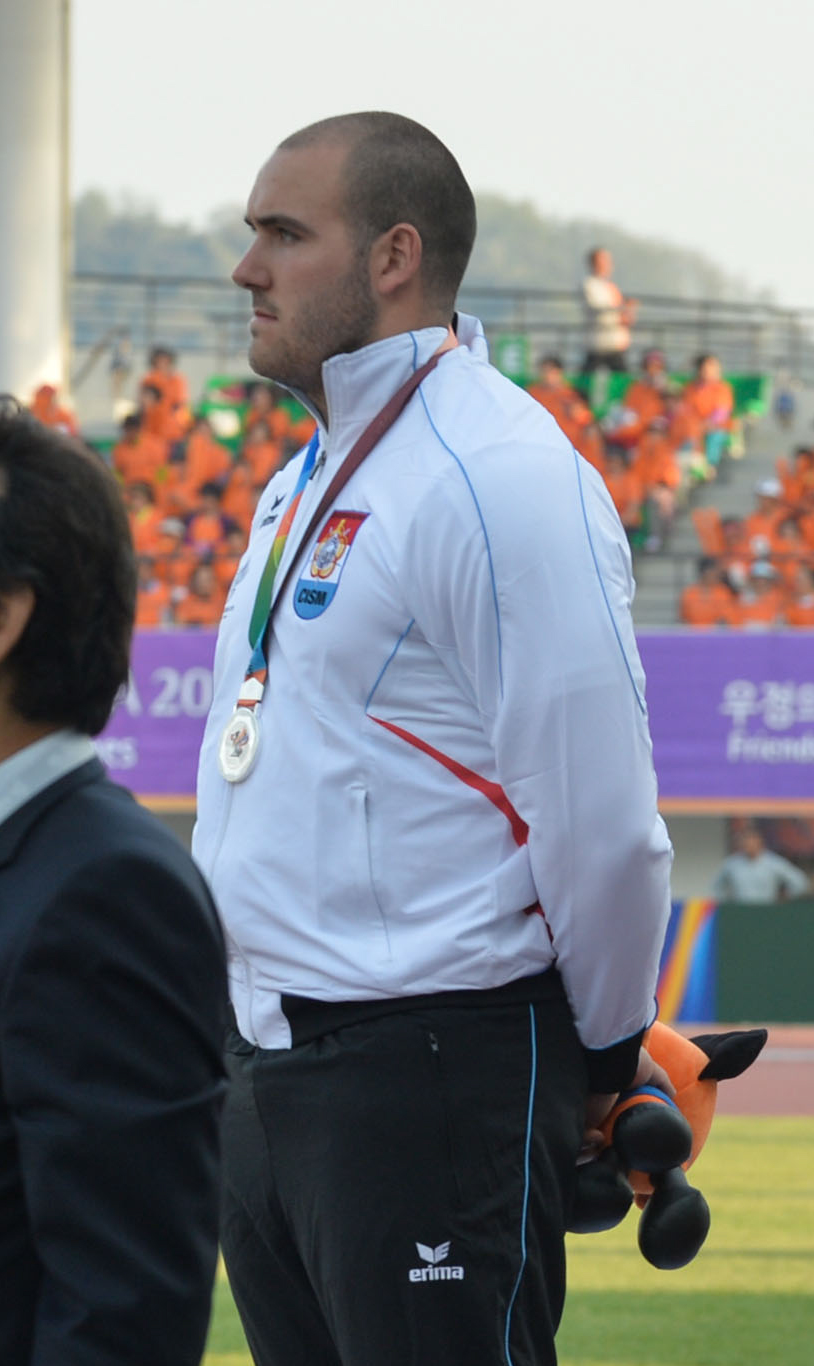
Bob Bertemes – 20,16 m
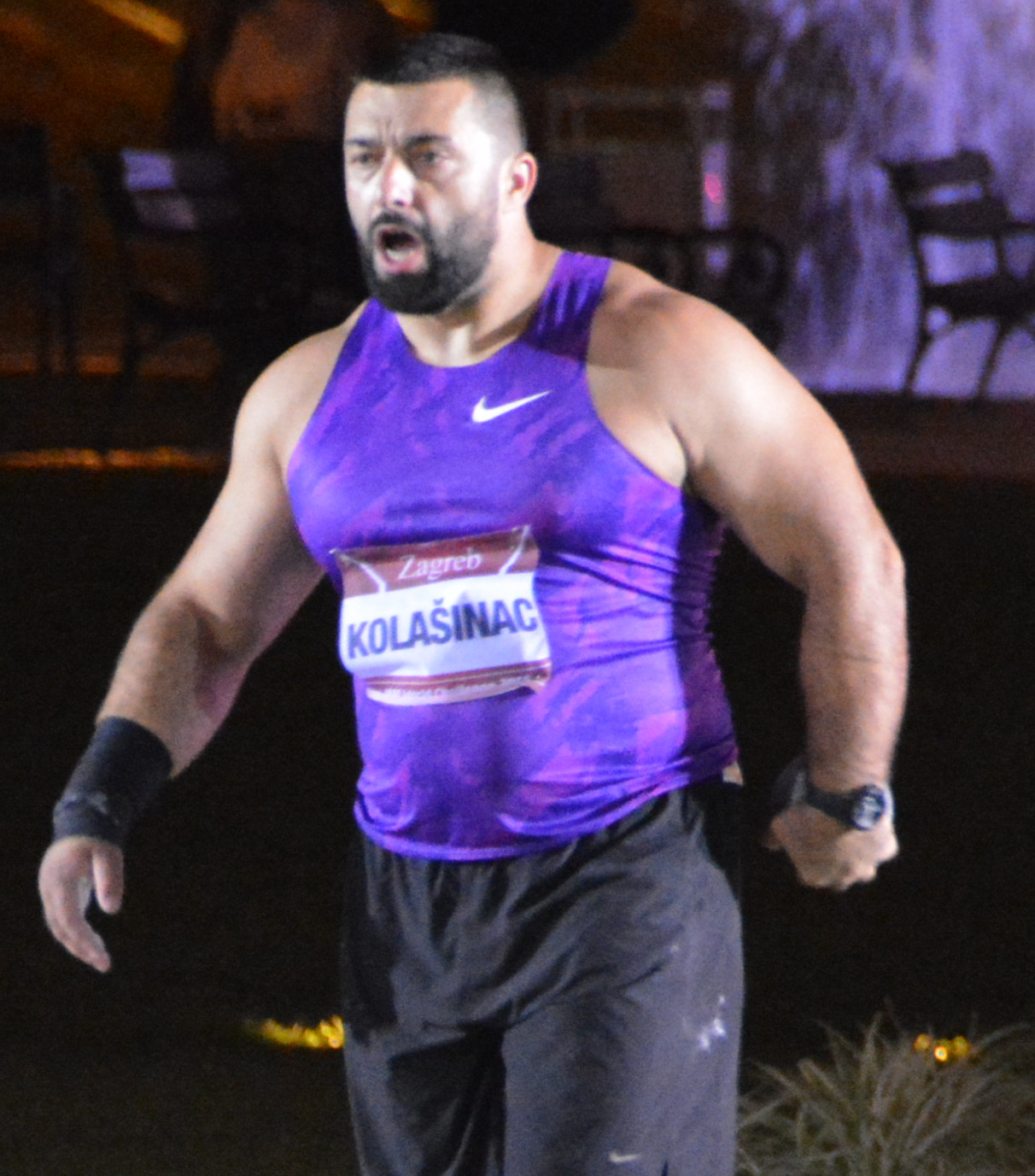
Asmir Kolašinac – 19,68 m

## Finale

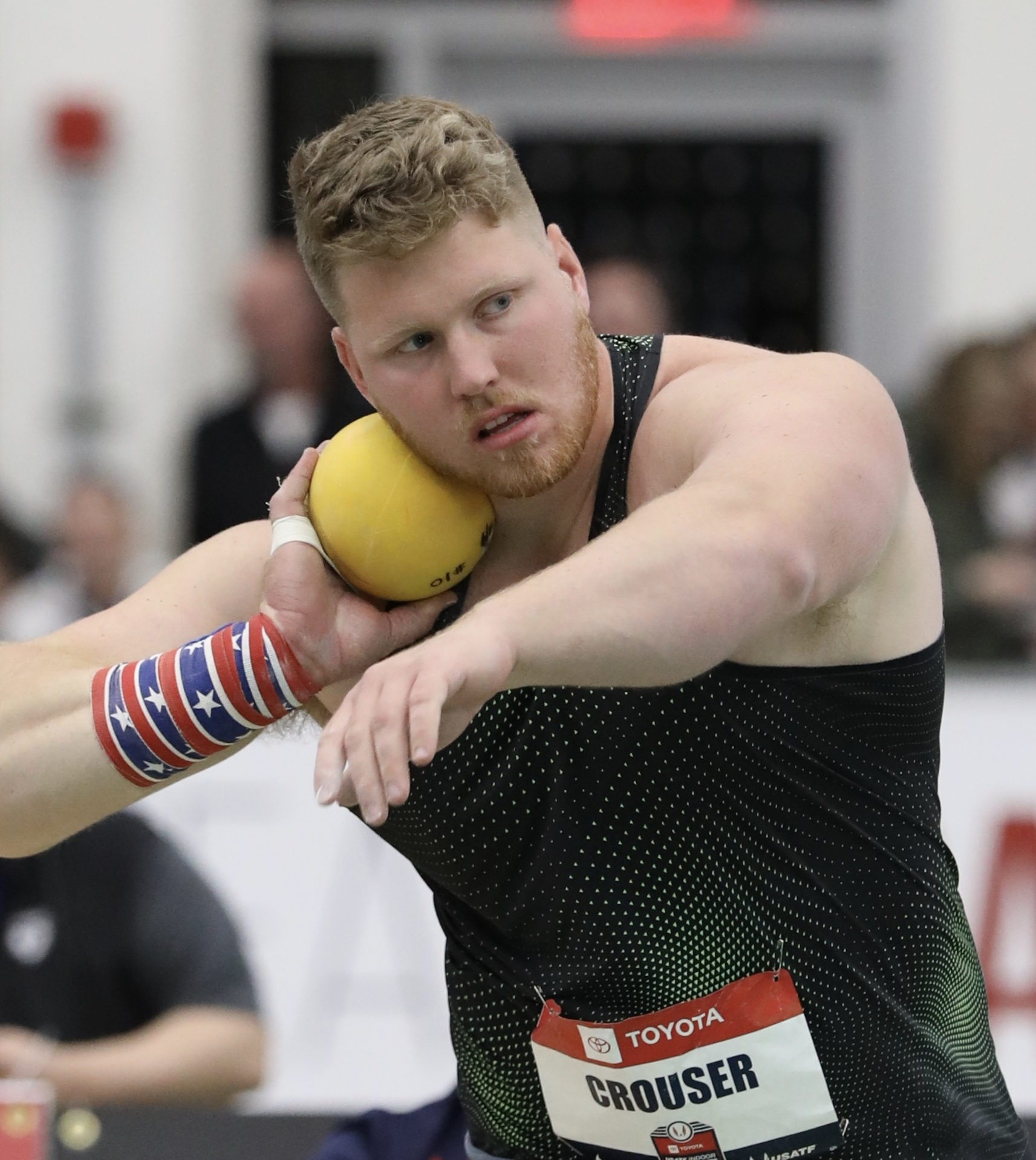
Wie vier Jahre zuvor siegte Ryan Crouser und übertraf als erster Kugelstoßer bei Olympischen Spielen die Marke von 23 Metern

5. August 2021, 11:05 Uhr (4:05 Uhr MESZ)
| Platz | Name                  | Nation                  | 1. Versuch | 2. Versuch | 3. Versuch | 4. Versuch                               | 5. Versuch                               | 6. Versuch                               | Weite (m) | Anmerkung |
| ----- | --------------------- | ----------------------- | ---------- | ---------- | ---------- | ---------------------------------------- | ---------------------------------------- | ---------------------------------------- | --------- | --------- |
| 1     | Ryan Crouser          | USA                     | 22,83 OR   | 22,93 OR   | 22,86      | 22,74                                    | 22,58                                    | 23,30 OR                                 | 23,30     | OR        |
| 2     | Joe Kovacs            | USA                     | 22,19000   | 20,95000   | 21,95      | 22,65                                    | 22,29                                    | 22,60000                                 | 22,65     |           |
| 3     | Tomas Walsh           | Neuseeland              | 21,09000   | 22,17000   | x          | 21,37                                    | 22,18                                    | 22,47000                                 | 22,47     | SB        |
| 4     | Darlan Romani         | Brasilien               | 21,88000   | 21,22000   | 20,96      | x                                        | x                                        | 20,70000                                 | 21,88     | SB        |
| 5     | Zane Weir             | Italien                 | 20,85000   | 20,25000   | 20,68      | 21,40                                    | 21,41                                    | x000                                     | 21,41     | PB        |
| 6     | Kyle Blignaut         | Südafrika               | 20,29000   | x000       | 21,00      | 20,96                                    | 20,46                                    | x000                                     | 21,00     |           |
| 7     | Armin Sinančević      | Serbien                 | 20,89000   | x000       | x          | 20,44                                    | x                                        | x000                                     | 20,89     |           |
| 8     | Mostafa Amr Hassan    | Ägypten                 | 20,51000   | 20,73000   | x          | x                                        | 20,63                                    | 20,73000                                 | 20,73     |           |
|       |                       |                         |            |            |            |                                          |                                          |                                          |           |           |
| 9     | Jacko Gill            | Neuseeland              | x000       | 20,71000   | 20,71      | nicht im Finale der besten acht Athleten | nicht im Finale der besten acht Athleten | nicht im Finale der besten acht Athleten | 20,71     |           |
| 10    | Payton Otterdahl      | USA                     | 20,32000   | x000       | x          | nicht im Finale der besten acht Athleten | nicht im Finale der besten acht Athleten | nicht im Finale der besten acht Athleten | 20,32     |           |
| 11    | Mesud Pezer           | Bosnien und Herzegowina | x000       | x000       | 20,08      | nicht im Finale der besten acht Athleten | nicht im Finale der besten acht Athleten | nicht im Finale der besten acht Athleten | 20,08     |           |
| 12    | Chukwuebuka Enekwechi | Nigeria                 | x000       | 18,87000   | 19,74      | nicht im Finale der besten acht Athleten | nicht im Finale der besten acht Athleten | nicht im Finale der besten acht Athleten | 19,74     |           |

Für das Finale hatten sich zwölf Athleten qualifiziert, sechs von ihnen direkt über die Qualifikationsweite, weitere sechs über ihre Platzierungen.
In einem äußerst hochklassigen Wettbewerb setzte sich der US-amerikanische Olympiasieger von 2016 Ryan Crouser gleich mit seinem ersten Stoß auf die neue olympische Rekordmarke von 22,83 m an die Spitze der Konkurrenz. Auch sein Landsmann Joe Kovacs, der Olympiazweite von vor fünf Jahren, erzielte mit 22,19 m eine Weite jenseits von 22 Metern. Dritter war der Brasilianer Darlan Romani mit seinen 21,88 m. Im zweiten Durchgang blieb das Level dieses Wettkampfs weiter hoch. Crouser steigerte den Olympiarekord noch einmal um zehn Zentimeter auf 22,93 m und Tomas Walsh, 2016 Olympiadritter, lag mit seinem Stoß auf 22,17 m nur noch zwei Zentimeter hinter Kovacs auf dem Bronzerang. In Runde drei gab es ganz vorne keine weiteren Steigerungen, nur der Südafrikaner Kyle Blignaut traf genau 21 Meter und war damit vorerst Fünfter.
Der erste Finaldurchgang der besten acht Athleten brachte zwei Veränderungen mit sich: Kovacs verbesserte seine Weite auf 22,65 m, blieb damit aber jetzt noch 28 Zentimeter hinter Crouser auf dem Silberrang. Der Italiener Zane Weir verdrängte Blignaut mit 21,40 m vom fünften Platz. In Runde fünf steigerte Weir sich noch einmal um einen Zentimeter auf 21,41 m. Die abschließende Reihenfolge war damit bereits geklärt. Mit seinem letzten Stoß steigerte der erneute Olympiasieger Ryan Crouser den olympischen Rekord allerdings noch einmal erheblich. Ihm gelangen 23,30 m, womit er als erster Athlet bei Olympischen Spielen weiter als 23 Meter gestoßen hatte. Sein eigener Weltrekord war lediglich um sieben Zentimeter besser. Jeder seiner sechs Versuche hatte über der Marke von 22 Metern gelegen. Mit Joe Kovacs auf Rang zwei und Tomas Walsh als Bronzemedaillengewinner gab es auf den ersten drei Plätzen die identische Reihenfolge der Spiele von Rio fünf Jahre zuvor. Der Neuseeländer hatte sich mit seinen Versuchen fünf und sechs noch einmal auf zunächst 22,18 m und schließlich 22,47 m steigern können. Der Abstand zu den weiteren Finalteilnehmern war deutlich. Mehr als einen halben Meter zurück folgte Darlan Romani als Vierter vor Zane Weir und Kyle Blignaut.
Im 29. olympischen Finale gewann ein Athlet aus den USA die neunzehnte Goldmedaille für sein Land.

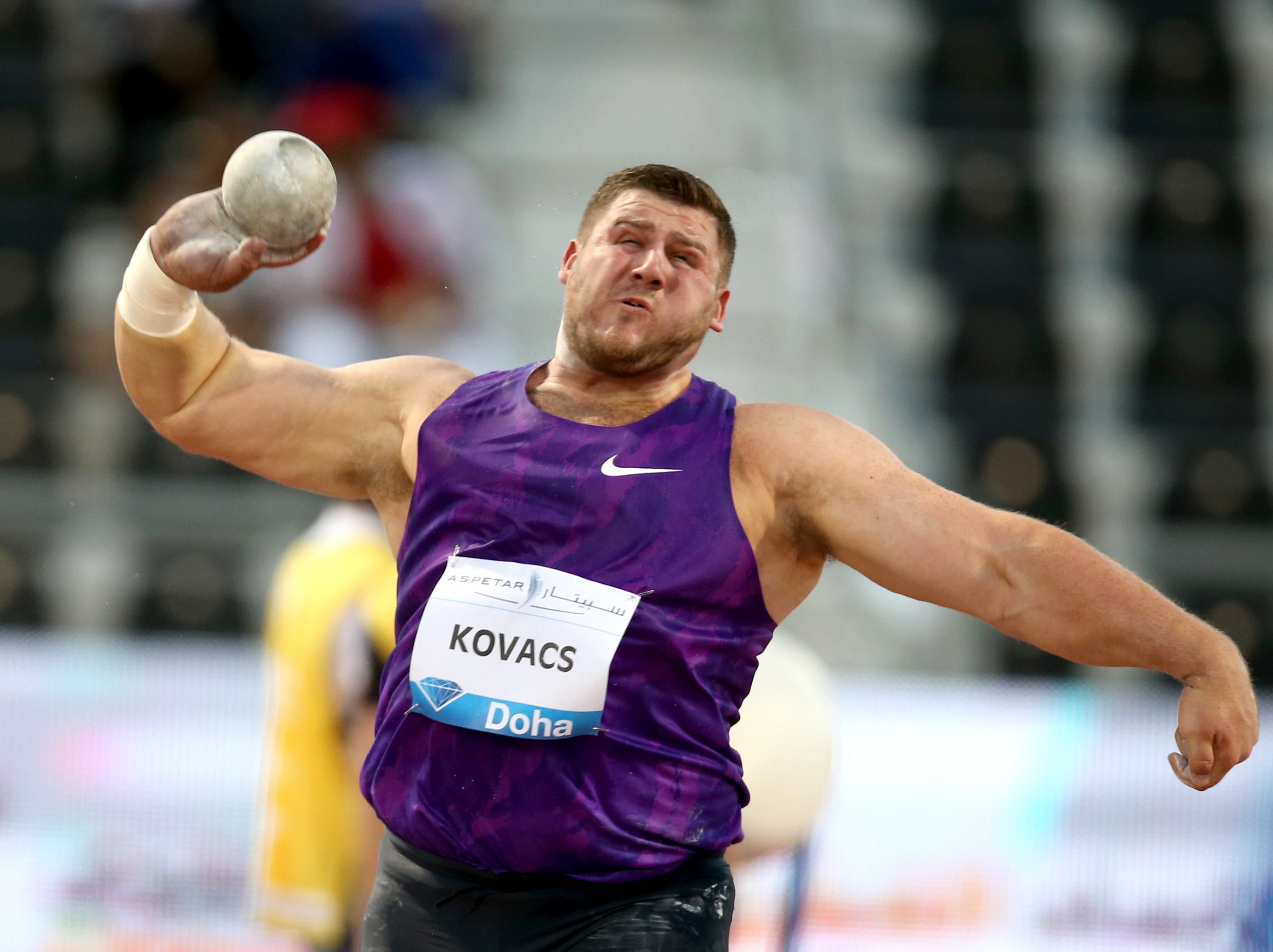
Silber gab es wie 2016 in Rio für Joe Kovacs
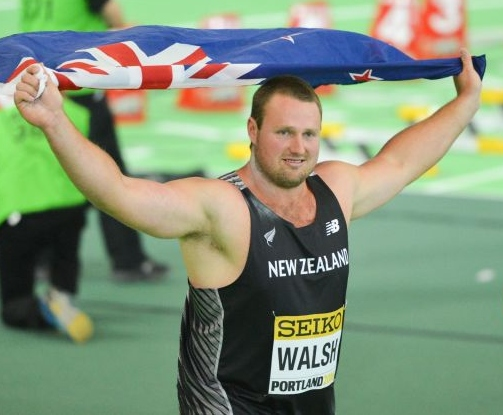
Auch der drittplatzierte Tomas Walsh wiederholte seinen Medaillengewinn von den letzten Spielen
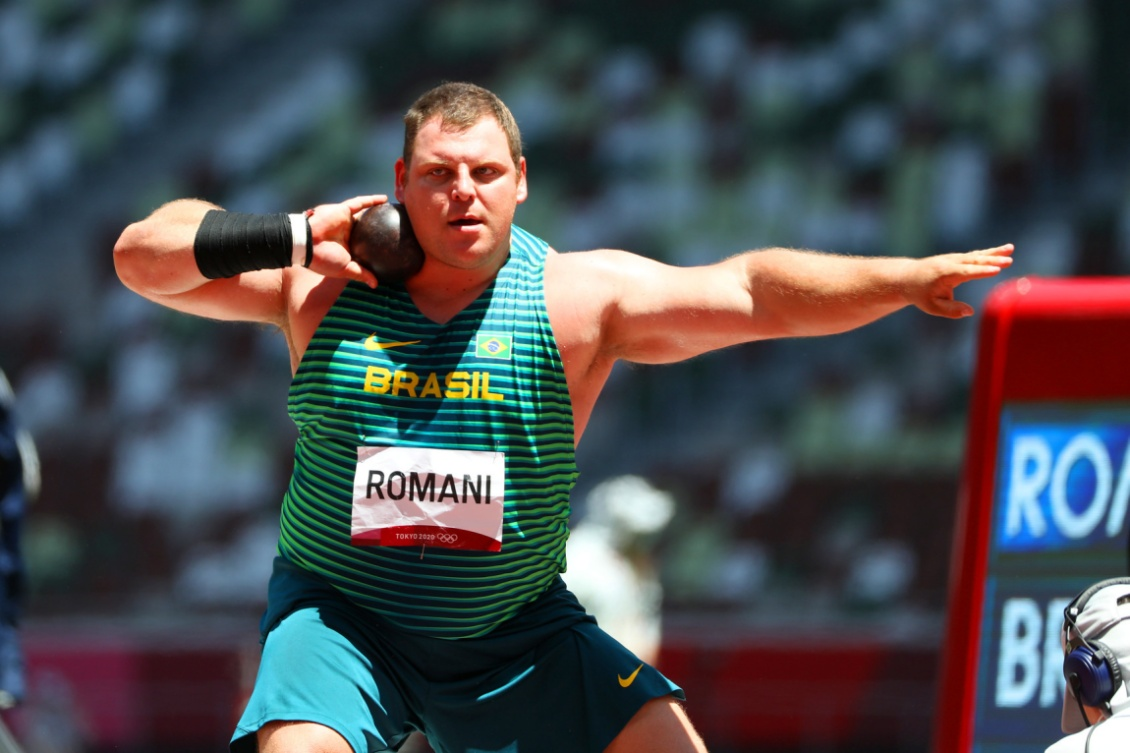
Darlan Romani erreichte Platz vier
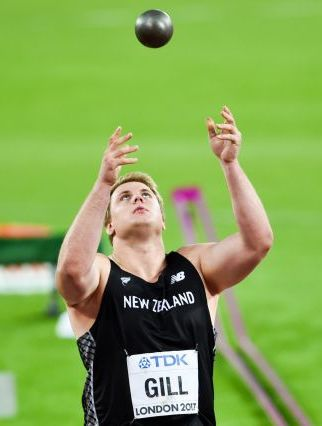
Jacko Gill kam auf den neunten Platz
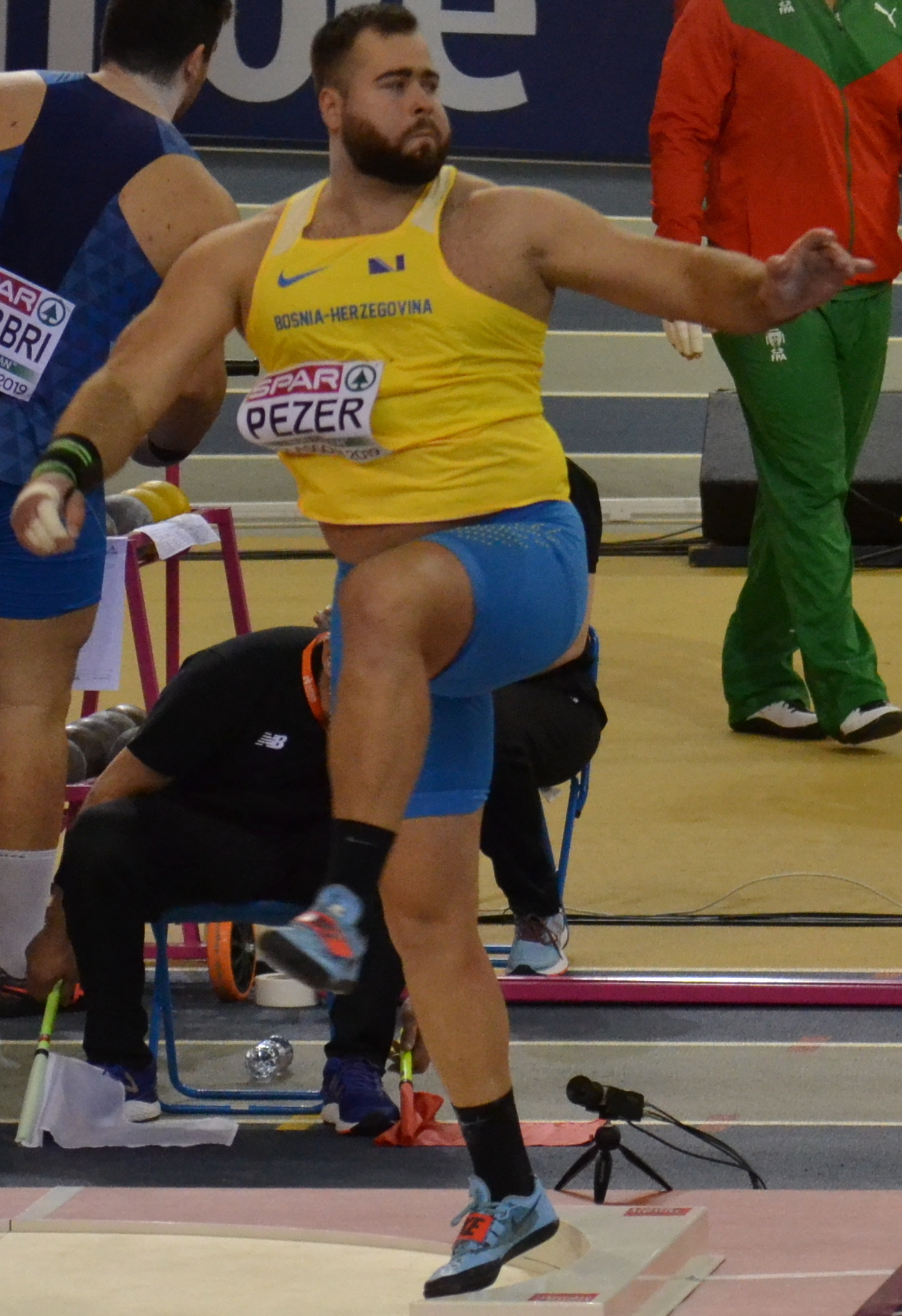
Mesud Pezer belegte Rang elf

## Video
- Mens Shot put Finals, Tokyo 2020, Top 3 Throws, youtube.com, abgerufen am 26. Mai 2022